# Ряд Дирихле
Рядом Дирихле называется ряд вида
{\displaystyle \sum _{n=1}^{\infty }{\frac {a_{n}}{n^{s}}},}
где s и an — комплексные числа, n = 1, 2, 3, … .
Абсциссой сходимости ряда Дирихле называется такое число {\displaystyle \sigma _{c}}, что при {\displaystyle \operatorname {Re} s>\sigma _{c}} он сходится; абсциссой абсолютной сходимости называется такое число {\displaystyle \sigma _{a}}, что при {\displaystyle \operatorname {Re} s>\sigma _{a}} ряд сходится абсолютно. Для любого ряда Дирихле справедливо соотношение {\displaystyle 0\leqslant \sigma _{a}-\sigma _{c}\leqslant 1} (если {\displaystyle \sigma _{c}} и {\displaystyle \sigma _{a}} конечны).
Этот ряд играет значительную роль в теории чисел. Наиболее распространёнными примерами ряда Дирихле являются дзета-функция Римана и L-функция Дирихле.
Ряд назван в честь Густава Дирихле.

## Сходимость в разных точках
Если некоторый ряд сходится в комплексной точке {\displaystyle s_{0}=\sigma _{0}+t_{0}i}, то этот же ряд сходится в любой точке {\displaystyle s=\sigma +ti}, для которой {\displaystyle \sigma >\sigma _{0}}. Из этого следует, что существует некоторая точка {\displaystyle \sigma =\sigma _{c}} такая, что при {\displaystyle \operatorname {Re} s>\sigma _{c}} ряд сходится, а при {\displaystyle \operatorname {Re} s<\sigma _{c}} — расходится. Такая точка называется абсциссой сходимости.
Абсциссой абсолютной сходимости для ряда {\displaystyle \sum \limits _{n=1}^{\infty }{\frac {a_{n}}{n^{s}}}} называется точка {\displaystyle \sigma _{a}} такая, что при  {\displaystyle \operatorname {Re} s>\sigma _{a}} ряд сходится абсолютно. Справедливо утверждение о том, что {\displaystyle 0\leqslant \sigma _{a}-\sigma _{c}\leqslant 1}.
Поведение функции при {\displaystyle \operatorname {Re} s} может быть различным. Эдмунд Ландау показал, что точка {\displaystyle s=\sigma _{c}} является особой для некоторого ряда Дирихле, если {\displaystyle \sigma _{c}} — его абсцисса сходимости.

## Примеры
- При {\displaystyle \operatorname {Re} \,s>1}
  - {\displaystyle \zeta (s)=\sum _{n=1}^{\infty }{\frac {1}{n^{s}}},} где {\displaystyle \zeta (s)} — дзета-функция Римана.
  - {\displaystyle {\frac {1}{\zeta (s)}}=\sum _{n=1}^{\infty }{\frac {\mu (n)}{n^{s}}}}, где {\displaystyle \displaystyle \mu (n)} — функция Мёбиуса
  - {\displaystyle {\frac {\zeta (2s)}{\zeta (s)}}=\sum _{n=1}^{\infty }{\frac {\lambda (n)}{n^{s}}}}, где {\displaystyle \displaystyle \lambda (n)} — функция Лиувиля
  - {\displaystyle \zeta ^{2}(s)=\sum _{n=1}^{\infty }{\frac {\tau (n)}{n^{s}}}}, где {\displaystyle \displaystyle \tau (n)} — число делителей числа {\displaystyle \displaystyle n}
  - {\displaystyle {\frac {\zeta (s)}{\zeta (2s)}}=\sum _{n=1}^{\infty }{\frac {|\mu (n)|}{n^{s}}}}
  - {\displaystyle {\frac {\zeta ^{2}(s)}{\zeta (2s)}}=\sum _{n=1}^{\infty }{\frac {2^{\nu (n)}}{n^{s}}}}, где {\displaystyle \displaystyle \nu (n)} — число простых делителей числа {\displaystyle \displaystyle n}
  - {\displaystyle {\frac {\zeta ^{3}(s)}{\zeta (2s)}}=\sum _{n=1}^{\infty }{\frac {\tau (n^{2})}{n^{s}}}}
  - {\displaystyle {\frac {\zeta ^{4}(s)}{\zeta (2s)}}=\sum _{n=1}^{\infty }{\frac {(\tau (n))^{2}}{n^{s}}}}
- При {\displaystyle \operatorname {Re} \,s>2}
  - {\displaystyle {\frac {\zeta (s-1)}{\zeta (s)}}=\sum _{n=1}^{\infty }{\frac {\varphi (n)}{n^{s}}}}, где {\displaystyle \displaystyle \varphi (n)} — функция Эйлера
- {\displaystyle {\frac {1}{L(\chi ,s)}}=\sum _{n=1}^{\infty }{\frac {\mu (n)\chi (n)}{n^{s}}},} где {\displaystyle L(\chi ,s)} — L-функция Дирихле.

- {\displaystyle \operatorname {Li} _{s}(z)=\sum _{n=1}^{\infty }{\frac {z^{n}}{n^{s}}},} где Lis(z) — полилогарифм.

Гармонический ряд
{\displaystyle \sum _{k=1}^{\infty }{\frac {1}{k}}=1+{\frac {1}{2}}+{\frac {1}{3}}+{\frac {1}{4}}+\cdots +{\frac {1}{k}}+\cdots }
расходится.